# Vladimir Guerrero Jr.
Vladimir Guerrero Ramos Jr. (* 16. März 1999 in Montreal, Québec) ist ein kanadisch-dominikanischer Profibaseballer, der als First Baseman und Designated Hitter für die Toronto Blue Jays in der Major League Baseball (MLB) spielt. Er ist der Sohn des ehemaligen MLB-Spielers und Hall of Famer Vladimir Guerrero Sr. und gab im April 2019 sein Debüt in der Major League.

## Karriere

### Minor League
Im Jahr 2015 wurde Guerrero von Baseball America als bester internationaler Free Agent eingestuft. Am 2. Juli 2015 unterschrieb er, im Alter von 16 Jahren, einen Vertrag über 3,9 Millionen Dollar mit den Toronto.Blue Jays. Guerrero gab am 23. Juni sein Debüt in einer Profiliga bei den Bluefield Blue Jays. Am 24. Juni schlug Guerrero seinen ersten professionellen Homerun, einen Two-Run-Shot bei einer 2:4-Niederlage gegen die Bristol Pirates. Am 12. August verzeichnete Guerrero sein erstes Multi-Home-Run-Spiel, indem er beim 18:5-Sieg gegen die Pulaski Yankees zwei Solo-Home-Runs schlug. Später im August wurde er an der Third Base zum All-Star der Appalachian League ernannt. Guerrero spielte 2016 in 62 Spielen für Bluefield und erzielte einen Batting Average von .271 mit acht Homeruns, 46 Runs Batted In (RBI) und 15 Stolen Bases.
Guerrero eröffnete die Minor-League-Saison 2017 bei den Lansing Lugnuts. Bei einem 6:3-Sieg gegen die Great Lakes Loons am 7. April schlug er seinen ersten Homerun der Saison. Guerrero wurde am 7. Juni zum Midwest League All-Star ernannt, und am 29. Juni wurde er in den World Team Roster für das 2017 All-Star Futures Game berufen. Am 6. Juli gaben die Blue Jays bekannt, dass Guerrero nach dem All-Star Futures Game zu den Dunedin Blue Jays befördert wird. Guerrero beendete die reguläre Saison 2017 mit einem Batting Average von .323, 13 Homeruns und 76 RBI in 119 Spielen. Am 6. September wurde Guerrero von ESPN zum Prospect of the Year ernannt. In der Offseason spielte er in 26 Spielen für die Leones del Escogido der Dominican Winter League.

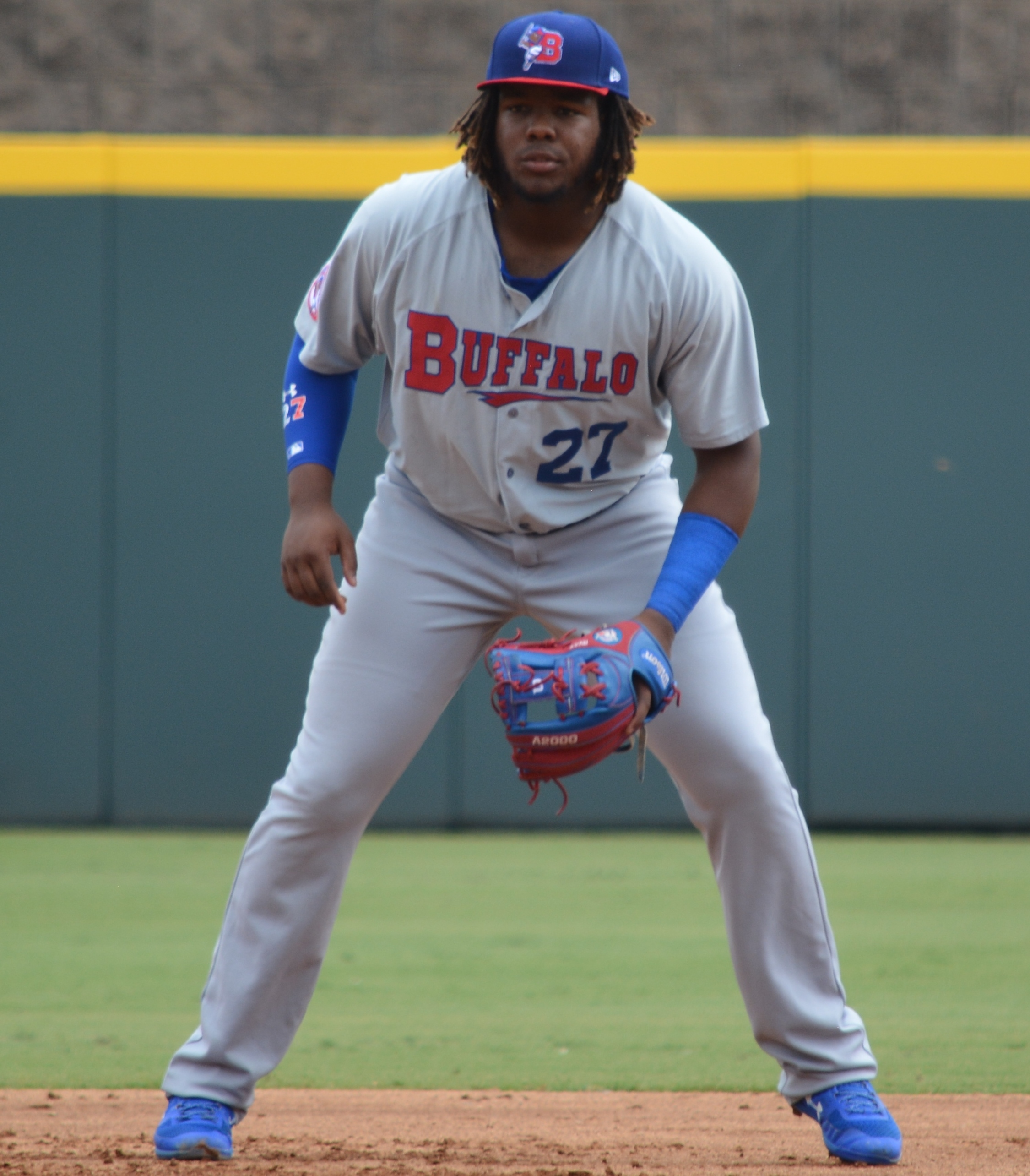
Guerrero mit den Buffalo Bisons im Jahr 2018

Zu Beginn der Saison 2018 wurde Guerrero von der MLB und Baseball America als Top-Prospect in der Blue Jays-Organisation angesehen. Am 23. März gab Blue Jays-Teamchef Mark Shapiro bekannt, dass Guerrero die Saison bei den New Hampshire Fisher Cats beginnen würde. Im ersten Monat der Saison führte er die Eastern League mit einem Batting Average von .398. Am 4. Juni wurde Guerrero zum Spieler des Monats der Eastern League ernannt. Am 6. Juni wurde Guerrero mit einer Beinverletzung aus einem Spiel gegen die Akron RubberDucks herausgenommen. Drei Tage später wurde festgestellt, dass er sich eine Zerrung des Patellabandes im linken Knie zugezogen hatte und mindestens vier Wochen lang auf der Verletztenliste stehen würde. Am 28. Juli wurde bekannt gegeben, dass Guerrero nach der Aufnahme seines Vaters in die National Baseball Hall of Fame and Museum zu den Buffalo Bisons befördert werden würde. Am 30. August wurde Guerrero den Surprise Saguaros der Arizona Fall League zugewiesen.
Zu Beginn des Spring Trainings 2019 stellte sich die Frage, ob die Blue Jays Guerrero in den Kader für den Opening Day aufnehmen oder versuchen würden, seine MLB-Zeit zu manipulieren, indem sie ihn zu Beginn der Saison in die Minor Leagues schicken würden. Wenn Guerrero in den ersten zwei Wochen der Saison in den Minor Leagues bleiben würde, könnte er erst nach der Saison 2025 in die Free Agency wechseln. Am 10. März gaben die Blue Jays bekannt, dass Guerrero zwei Tage zuvor eine Zerrung erlitten hatte und für den Rest des Frühjahrstrainings ausfiel.

### Toronto Blue Jays

#### 2019
Am 24. April 2019 gaben die Blue Jays bekannt, dass Guerrero am 26. April in die Major League befördert würde. Guerrero galt vor seiner Einberufung als Top-Prospect im gesamten Profi-Baseball. In seinen ersten drei At-Bats gegen die Oakland Athletics blieb er ohne Hit, bevor er am Ende des neunten Innings ein Double schlug. Am 11. Mai erzielte Guerrero sein erstes Multi-Hit-Spiel und erreichte vier Mal die Base. Am 14. Mai schlug Guerrero, gegen die San Francisco Giants im Oracle Park, seinen ersten Homerun in der Major League im ersten Inning gegen Nick Vincent. Mit 20 Jahren und 59 Tagen wurde Guerrero der jüngste Blue Jay, der einen Homerun schlug und brach den Rekord von Danny Ainge um 18 Tage. Am 20. Mai wurde Guerro mit dem American League Player of the Week Award ausgezeichnet. Am 22. Mai schlug er seinen ersten Homerun im Rogers Centre gegen Rick Porcello von den Boston Red Sox. Am 8. Juli brach er, mit 40 Home Runs, den Homerun-Rekord für eine Runde im Home Run Derby. Er brach auch den Rekord für die meisten Homeruns in einem Derby mit 91, obwohl er die letzte Runde gegen Pete Alonso verlor. Im Jahr 2019 erzielte Guerrero eine Batting Average von .272 mit 15 Homeruns und 69 RBIs in 464 At Bats.

#### 2020

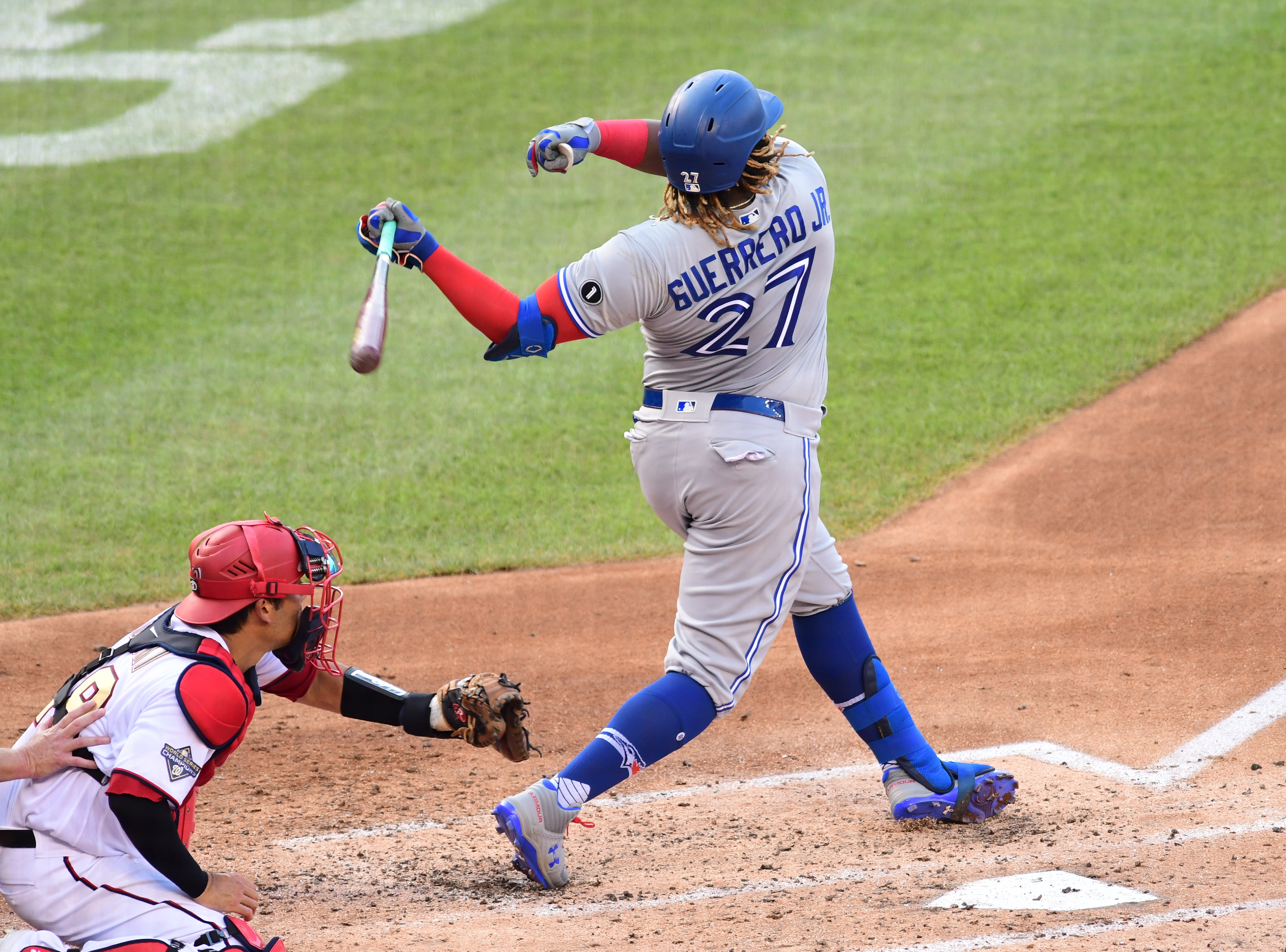
Guerrero im Jahr 2020

Der Beginn der Saison 2020 wurde durch die COVID-19-Pandemie in den Juli verschoben. Am 10. Juli gab der Manager der Blue Jays bekannt, dass Guerrero hauptsächlich auf der First Base spielen würde, falls notwendig, jedoch noch Third Base Man oder Designated Hitter spielen würde. Insgesamt spielte Guerrero mit den Blue Jays 2020 in allen 60 Spielen der verkürzten Saison und schlug .262 mit neun Homeruns und 33 RBIs.

#### 2021
Guerrero begann die MLB-Saison 2021 mit einem wesentlich geringeren Gewicht als in den beiden vorangegangenen Spielzeiten. Nachdem er im Juli 2020 mit dem Abnahmenprozess begonnen hatte, nahm Guerrero 19 Kilogramm ab, wodurch er sich „schneller, stärker und belastbarer“ fühlte. Guerrero eröffnete die Saison 2021 als First Baseman der Blue Jays, wobei er auch routinemäßig auf der Designated Hitter eingesetzt wurde.
Am 27. April 2021 hatte Guerrero sein erstes Karriere-Drei-Homerun-Spiel, darunter einen Grand Slam gegen den Washington-Nationals-Starter Max Scherzer. Am 21. Juni lehnte Guerrero eine Einladung zur Teilnahme am Home Run Derby 2021 ab, obwohl er 2019 die Rekorde für die meisten Homeruns in einer einzigen Runde und die meisten Homeruns in einem einzigen Derby aufgestellt hatte. Er erklärte, dass er sich auf die Teilnahme am All-Star Game freue, die Zeit aber nutzen wolle, um sich anderweitig neu zu gruppieren und sich für die zweite Saisonhälfte „mental zu erfrischen“. Am 26. Juni schlug Guerrero in seinem 258. Karrierespiel seinen 50. Homerun und erreichte den Meilenstein in genau der gleichen Anzahl von Spielen wie sein Vater.
Am 28. Juni wurde Guerrero zum Player of the Week der American League ernannt, nachdem er in drei aufeinanderfolgenden Spielen Homeruns geschlagen, sieben Runs erzielt und eine Batting Average von .391 erzielt hatte. Es war Guerreros erste Auszeichnung als Player of the Week seit August 2019. Am 1. Juli wurde Guerrero zum First Baseman der American League im All-Star Game ernannt. Im Spiel schlug er den 200. Homerun in der Geschichte des All-Star Game, wurde Teil des dritten Vater-Sohn-Duos, das Homeruns in All-Star Games schlug und wurde zum wertvollsten Spieler des Spiels ernannt. Er war der erste Blue Jays-Spieler, der erste kanadische Staatsbürger und mit 22 Jahren und 119 Tagen der jüngste Spieler der diesen Titel gewann. Am 6. September schlug Guerrero in einem Spiel gegen die New York Yankees seinen 40. Homerun der Saison und bekam zusammen mit seinem Vater das zweite Vater-Sohn-Duo in der Geschichte der MLB, das jeweils eine 40-Home-Run-Saison hatten.
Guerrero beendete die Saison 2021 mit einem Batting Average von .311 und teilte sich die Führung bei den Homeruns mit Salvador Pérez (48). Er gewann den Hank Aaron Award der American League und den Tip O’Neill Award für 2021, belegte aber bei der Wahl zum MVP der American League den zweiten Platz hinter Shohei Ohtani.

#### 2022
Am 22. März 2022 unterzeichnete Guerrero einen Vertrag über 7,9 Millionen Dollar mit den Blue Jays. Während eines Spiels gegen die New York Yankees am 13. April 2022 wurde Guerrero, an der First Base, von Aaron Hicks an der Hand verletzt. Trotz der Verletzung blieb er im Spiel, schlug zwei weitere Homeruns und beendete den Tag mit 3 Homeruns und 4 RBIs.

#### 2023
Am 10. Juli 2023 gewann Guerrero das Home Run Derby in Seattle. Guerrero schlug in der Endrunde einen Rekord von 25 Homeruns und besiegte Randy Arozarena. Er wurde Teil des ersten Vater-Sohn-Duos, das das Derby gewann, da sein Vater Vladimir Guerrero den Wettbewerb im Jahr 2007 gewonnen hatte.

## Persönliches
Guerrero ist der Sohn des Baseball-Hall-of-Famers Vladimir Guerrero Sr. und ein Neffe des ehemaligen MLB-Spielers Wilton Guerrero. Er wurde in Montreal geboren, als sein Vater für die Montreal Expos spielte.
Im Jahr 2003 erhielt Vladimir Sr. während seines letzten Spiels für die Expos im Olympiastadion Montreal eine Standing Ovation. Seine Mannschaftskameraden schickten Vladimir Jr. in einer Kinderuniform der Expos auf das Spielfeld, um sich ihm anzuschließen. Sein Vater forderte ihn auf, seinen Helm abzunehmen und der Menge zuzuwinken, was zu einem ikonischen Foto führte.
Als Jugendlicher wurde Guerrero von seinem Onkel Wilton trainiert. Er sagte über Wilton: „Ich glaube, alles, was ich im Baseball gelernt habe, habe ich von ihm. Ich habe mit ihm trainiert, seit ich fünf Jahre alt war. Er ist derjenige, der mir beigebracht hat, gut zu trainieren“.
Guerrero spricht mit seinen Blue Jays-Teamkollegen und dem Teampersonal Englisch, gibt aber Medieninterviews, einschließlich des Interviews auf dem Spielfeld nach dem Gewinn des All-Star Game MVP 2021, auf Spanisch und nutzt dazu den Dolmetscher des Teams. Aufgrund seiner Erziehung in Montreal spricht er auch fließend Französisch. Sein Cousin Gabriel Guerrero spielt ebenfalls professionell Baseball. Guerrero hat zwei Töchter. In einer Vaterschaftsklage aus dem Jahr 2012 wurde enthüllt, dass Guerrero Sr. acht Kinder mit fünf verschiedenen Frauen hat, was bedeutet, dass Vladimir Jr. mindestens sieben Geschwister hat. Guerrero ist Christ.